# Вацлав II Заторский
Вацлав II Заторский (пол. Wacław II zatorski); (ок. 1450—1484/1487) — князь заторский (1468—1484/1487), второй сын князя Вацлава I Заторского и Марии Копачевской, дочери Урбана Копачевского, дворянина из Севежского княжества. Представитель цешинской линии Силезских Пястов.

## Биография
В 1468 году после смерти своего отца, князя Вацлава Заторского, Вацлав II вместе с братьями Казимиром II, Яном и Владиславом получили в совместное владение Заторское княжество. Первоначально Вацлав II и его старший брат Казимир II управляли княжеством, потому что их младшие братья Ян и Владислав были еще несовершеннолетними. Однако фактическим главой Заторского княжества являлся Казимир II.
О жизни Вацлава сохранилось крайне мало сведений. Он фигурировал в официальных документах с 1469 года. В 1474 году после нового раздела отцовского княжества братья Казимир II и Вацлав II получили в совместное владение половину Заторского княжества. Братья Вацлав II и Казимир II получил восточную часть Заторского княжества по реке Скава.
В 1484/1487 году Вацлав II Заторский скончался, не оставив после себя детей. Его владения унаследовал старший брат Казимир II.